# Gottfried Keller
Gottfried Keller (Zúric, 19 de juliol de 1819 – Zúric, 15 de juliol de 1890) va ser un escriptor suís, conegut fonamentalment per la seua novel·la Enric el verd (en alemany: Der grüne Heinrich), publicada en català l'any 2022 per Adesiara editorial en traducció de Ramon Monton.
Carles Riba va traduir La gent de Seldwyla (en alemany: Die Leute von Seldwyla), 1925 Llibreria Catalònia.

## Vida i obra
Va estudiar a la Industrieschule de Zúric, però expulsat arran d'un tumult de caràcter polític, va haver de començar a treballar a l'edat de 15 anys. L'any 1834, va esdevenir aprenent del pintor paisatgista Steiger, i posteriorment, l'any 1837, de l'aquarel·lista Rudolf Meyer (1803-1857). Després, va estudiar a l'Acadèmia de Belles Arts de Múnic, (Baviera).
Va tornar a Zuric l'any 1842 i, tot i que tenia talent per a les arts plàstiques, va començar a escriure. Va publicar el seu primer poema, Gedichte, l'any 1846. De 1848 a 1850 va estudiar a la Universitat de Heidelberg, i de 1850 a 1855 treballà a Berlín. El 1855, va publicar la seua autobiografia novel·lada, Enric el verd, amb un gran èxit de crítica. Llavors, va tornar novament a Zuric i esdevingué primer secretari del cantó de Zúric (Erster Zürcher Staatsschreiber) l'any 1861. El 1872, va publicar Set llegendes (Sieben Legenden), sobre temes de l'època del cristianisme primitiu. Es va retirar de la seua responsabilitat cantonal l'any 1876 per dedicar-se completament a la literatura.
Mestre de la narració, Keller va escriure algunes de les narracions breus en llengua alemanya més populars de les darreries del segle xix. Entre les seues obres, cal esmentar Gent de Seldwyla (Die Leute von Seldwyla, 1856-1874), que inclou la narració Romeo und Julia auf dem Dorfe, sobre la qual Frederick Delius va compondre la seua òpera A Village Romeo and Juliet, Contes de Zuric (Züricher Novellen, 1877), Recull de poesia (Gesammelte Gedichte, 1883) i la novel·la Martin Salander (1886).